# Verin Karmir aghbyur
Verin Karmir aghbyur (en arménien Վերին Կարմիր աղբյուր) est une communauté rurale du marz de Tavush, en Arménie. Fondée en 1860, elle compte 1 837 habitants en 2008.